# Silver Vision
Silver Vision est entièrement détenu par la société Clear Vision Ltd, c'est la licence officielle qui détient les droits pour les DVD et vidéos de la World Wrestling Entertainment au Royaume-Uni et dans le reste de l'Europe. la compagnie détient la licence de la World Wrestling Entertainment pour les DVD et vidéos depuis 1989. 

Le logo de Silver Vision.

Silver Vision est également reconnu pour la sortie exclusive de la série des WWE Tagged Classics. En France, les DVD WWE sont distribués depuis 2006 par la société One Plus One qui travaille en coopération avec Silver Vision, se chargeant de "franciser" les DVD qui sont en vente chez les marchands de journaux et sur le site web oneplusone.fr.
Clear Vision Ltd sort aussi des DVD et autres marchandises de l'Ultimate Fighting Championship (UFC), Pride, Cage Rage mais aussi de la boxe sous l'étiquette FightDVD et à travers son site.

## WWE Tagged Classics
Les WWE Tagged Classics sont une série de coffrets comportant 2 DVD produits par Silver Vision et la World Wrestling Entertainment exclusivement en Europe. Cette série de DVD tient le nom du type de match de catch, tag team wrestling.
Ces coffrets comprennent deux anciens évènements de la World Wrestling Federation qui ont été sortis auparavant en VHS. Il ne contiennaient pas de bonus (à part WrestleMania XIV qui avait la conférence de presse avec Stone Cold Steve Austin et Mike Tyson) jusqu'à la sortie du King Of The Ring 1999 & 2000, où 2000 contenaient les mêmes bonus que le DVD d'origine qui a été sorti en 2001.
Ces DVD sont tout simplement ressortis des enregistrements de la WWF cependant, ils proviennent directement de la WWE même. Les mêmes modifications sur les enregistrements de la WWF (ce qui est différent de la version live en PPV de l'évènement) sont présentes dans ces disques. Cette série de DVD inclut des évènements comme le Royal Rumble, WrestleMania, SummerSlam, King of the Ring, et les Survivor Series, tout comme la série des PPVs In Your House qui a débuté en 1995. Ils ont également sorti d'autres shows comme The Fab Four, One Night Only et UK Rampage 1991 ainsi que d'autres anciens titres VHS.
Ces DVD ont chacun une classification particulière, une année pour chaque grand évènement (exemple : WrestleMania I & WrestleMania II), et un mois pour chaque évènement In Your House. La seule exception concerne la collection In Your House, dont un coffret comprend In Your House 13: Final Four, et In Your House 16: Canadian Stampede
Le premier coffret Tagged Classics DVD qui a été sorti est WrestleMania I et II et Royal Rumble 1989 et 1990 en mai 2004.

### Exception de l'édition et floutage de l'environnement WWF
Cette collection de DVD est unique en son genre par le fait qu'elle est exemptée des contraintes judiciaires imposées par la World Wildlife Fund en 2000 qui interdit les références et l'utilisation du logo et initiales "WWF". Seuls les couvertures et écrans d'accueil des DVD "Tagged Classics" montre les initiales "WWE". Cette non édition sert à une représentation plus fidèle des archives de la WWF que ne le font les collections Anthologie de WWE WrestleMania et Royal Rumble.

Ils ne contiennent donc pas le logo de la WWE sur l'écran comme le font les autres DVD de WWE. Ils contiennent tout simplement le logo de l'époque. Par exemple le logo "New Generation" de 1995 est utilisé, tout comme le logo « interdit » de l'Ère Attitude. 

Le logo de la World Wrestling Federation (1997 - 2002) que la WWE est interdite d'utiliser à la suite d'un procès avec la WWF, mais autorisé sur les Tagged Classics.

Quelques thèmes musicaux sont modifiés sur les différentes sorties de WWE Home Video, mais ce n'est pas le cas dans la collection des Tagged Classics. Par exemple dans le WWE WrestleMania Anthology - le thème musical de Demolition est retiré au profit d'une musique produite par la WWE. Ceci est fait dans le but de ne pas avoir à payer des droits pour les licences de certains artistes ou musiques de certaines maisons de disques. Cette collection contient donc toutes les musiques d'origine.
On ne sait pas vraiment pourquoi ces DVD sont exempts des éditions et floutages, mais plusieurs suppositions ont été trouvées. La première est que ces DVD sont directement ressortis du passé. La seconde est qu'ils sont uniquement disponibles au Royaume-Uni et en Europe, c'est pourquoi qu'ils sont exemptés des contraintes judiciaires à la suite du procès de l'autre WWF. La troisième et probablement la raison la plus crédible est que Silver Vision détient la licence des DVD de la WWE en Europe, et que techniquement ce n'est pas la WWE qui sort ces disques.

### Liste des Tagged Classics sortis
(Dans l'ordre de sortie)
- WrestleMania 1 & 2
- Royal Rumble 1989 & 1990
- WrestleMania 3 & 4
- King Of The Ring 1993 & 1994
- SummerSlam 1988 & 1989
- Royal Rumble 1991 & 1992
- Battle Royal At The Albert Hall & UK Rampage 1991
- Survivor Series 1987 & 1988
- In Your House 1 & 2
- Fab Four & One Night Only
- In Your House 13 & 16
- WrestleMania 5 & 6
- King Of The Ring 1995 & 1996
- Royal Rumble 1993 & 1994
- Survivor Series 1989 & 1990
- WrestleMania 7 & 8
- SummerSlam 1990 & 1991
- SummerSlam 1992 & 1993
- Survivor Series 1991 & 1992
- WrestleMania 9 & 10
- Royal Rumble 1995 & 1996
- King Of The Ring 1997 & 1998
- SummerSlam 1994 & 1995
- WrestleMania 11 & 12
- Survivor Series 1993 & 1994
- SummerSlam 1996 & 1997
- Survivor Series 1995 & 1996
- WrestleMania 13 & 14
- Royal Rumble 1997 & 1998
- In Your House 3 & 4
- In Your House 5 & 6
- King Of The Ring 1999 & 2000
- In Your House 7 & 8
- In Your House 9 & 10
- SummerSlam 1998 & 1999
- Survivor Series 1997 & 1998
- In Your House 11 & 12
- Royal Rumble 1999 & 2000
- In Your House 14 & 15
- In Your House 17 & 18
- In Your House 19 & 20
- In Your House 21 & 22
- In Your House 23 & 24
- In Your House 25 & 26

Les prochains Tagged Classics qui vont sortir:
- In Your House 27 & 28
- WrestleMania XV & Hell Yeah